# Atli Eilífsson
Atli Eilífsson (apelidado de o Poderoso, n. 931) foi um víquingue e bóndi de Laxardal na Islândia. Era filho do colono norueguês Eilífur örn Atlason. É um dos personagens da saga Ljósvetninga, e também mencionado na saga de Njál. Casou-se com Herdís Þórðardóttir (n. 910), uma filha de Þórður mjögsiglandi Björnsson e teve dois filhos: Þórarinn (n. 950) e Þórlaug (n. 958), esta última que viria a ser esposa de Gudmundur Eyjólfsson.